# この愛の果てに (映画)
『この愛の果てに』（原題: 愛到盡、英: End of Love）は、2009年に製作された香港映画。第59回ベルリン国際映画祭・パノラマ部門出品作品。
日本では、2009年7月12日に第18回東京国際レズビアン&ゲイ映画祭で初上映された。

## キャスト
- ミン：リー・チーキン
- コン：ガスリー・イップ